# Metaseiulus lindquisti
Metaseiulus lindquisti är en spindeldjursart som först beskrevs av Chant och Yoshida-Shaul 1984.  Metaseiulus lindquisti ingår i släktet Metaseiulus och familjen Phytoseiidae. Inga underarter finns listade i Catalogue of Life.